# بطاقة الحرم الجامعي

بطاقة الحرم الجامعي هي وثيقة تعريفية تُثبت انتماء الطلاب أو أعضاء هيئة التدريس أو الموظفين أو أي أطر جامعية أخرى  إلى مجتمع المؤسسة ومؤهلين للوصول إلى الخدمات والموارد المتاحة.  تحتوي البطاقة على اسم الطالب واسم الجهة التي أصدرتها وتاريخ الإصدار والنفاذ وصورة لحاملها وبعض المعلومات المتعلقة بنوع ومرحلة الدراسة، عادةً ما تظل صلاحية بطاقات الحرم الجامعي سارية طوال فترة تسجيل الطالب أو مدة خدمة الموظف.

## الروابط الخارجية
- European Campus Card Association
- National Association of Campus Card Users
- ESC-tension